# Sarina Hitz
Sarina Hitz (* 5. September 2000) ist eine Schweizer Sportschützin. Sie tritt mit dem Gewehr in den olympischen Disziplinen an. Bis Oktober 2023 gewann sie zwei Einzelmedaillen und fünf Mannschaftsmedaillen bei ISSF-Weltmeisterschaften sowie drei Medaillen bei ISSF-Weltcups.

## Leben
Sarina Hitz wuchs auf einem Bauernhof in Mauren im Kanton Thurgau auf. Sie begann 2010 mit dem Schiessen und nahm 2017 erstmals an der Junioren-WM teil. Sie absolvierte eine Schreinerlehre und trainierte mit dem Schweizer Nachwuchskader in Teufen. 2022 gewann Hitz fünf Silbermedaillen bei den ISSF-Weltmeisterschaften in Kairo. Sie wurde Zweite über 50 m Liegend der Frauen und im 300-m-Dreistellungskampf. Mit ihren Einzelleistungen trug sie dazu bei, dass das Schweizer Frauenteam in denselben Disziplinen sowie im 300 m Liegend Silber gewann.
Im Jahr 2023 konzentrierte sich ihr Training auf das 50-Meter-Schiessen, da das 300-Meter-Schiessen seit 1972 nicht mehr bei den Olympischen Spielen ausgetragen wurde. Hitz gewann drei Weltcup-Medaillen beim Weltcup 2023 in Jakarta.
Bei den Europaspielen 2023 in Breslau gewann Hitz eine Silbermedaille im 50-m-Dreistellungs-Mannschaftswettbewerb.
Bei den ISSF-Weltmeisterschaften 2023 in Baku gewann sie eine Goldmedaille in der 50-m-Liegend-Damenmannschaft und eine Silbermedaille in der 50-m-Liegend-Mixed-Mannschaft zusammen mit Christoph Dürr.